# 1192 Прісма
1192 Прісма (1192 Prisma) — астероїд головного поясу, відкритий 17 березня 1931 року.
Тіссеранів параметр щодо Юпітера — 3,390.